# Märtyrer von Pratulin

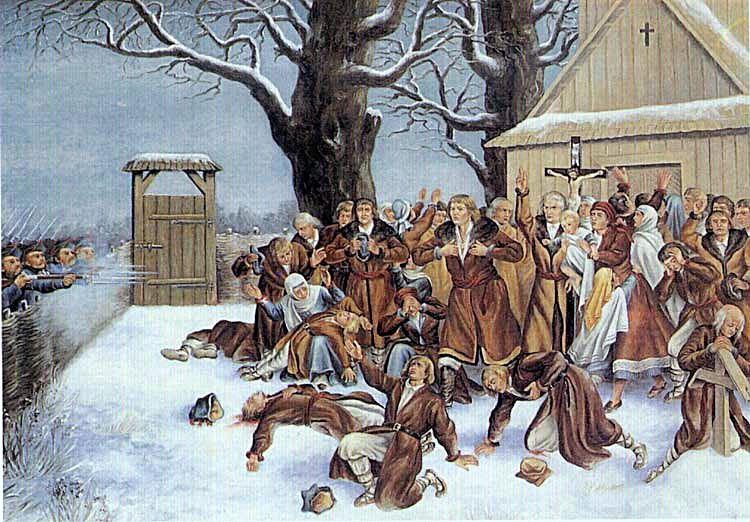
Märtyrer von Pratulin 1874, Walery Eljasz-Radzikowski, (19. Jh.)

Die Märtyrer von Pratulin (polnisch: męczennicy podlascy) waren eine Gruppe von dreizehn Gläubigen der mit der römisch-katholischen Kirche unierten griechisch-katholischen Kirche. Sie wurden am 24. Januar 1874 in dem Dorf Pratulin in der Nähe von Biała Podlaska durch russische Truppen des Zaren Alexander II. erschossen und werden in der katholischen Kirche als Märtyrer verehrt.
Die Märtyrer von Pratulin waren Bauern im Alter zwischen 19 und 50 Jahren. Die mit Rom unierte Kirche, der sie angehörten, wurde von Russland als Bedrohung angesehen, da man die Befürchtung hegte, dass sich die römisch-katholische Kirche wesentlichen Zielen der Regierung, nämlich der Russifizierung und Ausbeutung der Bevölkerung, widersetzen würde. 1847 wurde angeordnet, dass nur russisch-orthodoxe Christen in den zu diesem Zeitpunkt noch nicht zerstörten Kirchen der Unierten ihre Liturgie feiern dürften.
Die Märtyrer von Pratulin weigerten sich, die Union mit der katholischen Kirche aufzugeben und wurden betend vor der Kirche von Pratulin erschossen. 180 weitere Gemeindemitglieder wurden verletzt und etwa 80 verhaftet.
Die dreizehn Märtyrer, die am 6. Oktober 1996 von Papst Johannes Paul II. seliggesprochen wurden, waren Anicet Hryciuk, Bartłomiej Osypiuk, Łukasz Bojko, Konstanty Bojko, Konstanty Łukaszuk, Onufry Wasyluk, Daniel Karmasz, Wincenty Lewoniuk, Jan Andrzejuk, Michał Wawryszuk, Maksym Hawryluk, Filip Geryluk und Ignacy Frańczuk.
Die sterblichen Überreste der dreizehn Märtyrer wurden am 18. Mai 1990 in die Pfarrkirche von Pratulin in der Ukraine überführt. Der Gedenktag der Märtyrer von Pratulin in der Liturgie der katholischen Kirche ist der 24. Januar.